# Penny Marshall
Carole Penny Marshall (ur. 15 października 1943 w Nowym Jorku, zm. 17 grudnia 2018 w Los Angeles) – amerykańska reżyserka, producentka i aktorka filmowa pochodzenia włosko-angielsko-szkockiego.

## Życiorys

### Wczesne lata
Urodziła się w nowojorskim Bronksie jako córka Marjorie Evelyn Marshall (z domu Ward; 1908–1983), nauczycielki stepowania, która prowadziła Marjorie Marshall Dance School, i Anthony’ego „Tony’ego” Masciarelli (1906–1999), reżysera filmów przemysłowych i później producenta. Dorastała ze starszym bratem Garrym Marshallem (1934–2016), aktorem, reżyserem i producentem telewizyjnym, który zrealizował kilka cieszących się wielką popularnością sitcomów, m.in. Mork i Mindy z Robinem Williamsem oraz kinowy hit Pretty Woman z Julią Roberts i Richardem Gere’em, i siostrą Ronny Hallin (Marshall), producentką telewizyjną.

### Kariera
Jednym z jej pierwszych zadań aktorskich był występ w telewizyjnej reklamie szamponu z Farrah Fawcett. Pojawiła się w dwóch odcinkach sitcomu ABC Dzieczyna (That Girl, 1968–69), serialu przygodowym NBC Then Came Bronson (1969) z Michaelem Parksem. Zdobyła popularność jako aktorka występując w serialach telewizyjnych: Disneyland (1970), The Odd Couple (1971–75), Mary Tyler Moore (1974–76), Laverne and Shirley (1976–83), Saturday Night Live (1977, 1996), Mork i Mindy (1978), Simpsonowie – odc. „Some Enchanted Evening” (1990), Nash Bridges (1998), czy Frasier (2004). Występowała także w filmach, m.in. Stevena Spielberga 1941 (1979), Johna Hughesa Ona będzie miała dziecko (She's Having a Baby, 1988), Kenny’ego Ortegi Hokus pokus (1993), Każdy chce być Włochem (Everybody Wants to Be Italian, 2007) jako Teresa, Dzieciaki z High School Musical (2007) jako pani Plotkin, Blond ambicja (2007), oraz Garry’ego Marshalla Sylwester w Nowym Jorku (New Year’s Eve, 2011).
Od połowy lat 80. stała się znaną reżyserką filmów fabularnych, z których chyba największą sławę zdobył przejmujący obraz Przebudzenia (1990) z Robertem De Niro i Robinem Williamsem.

## Życie prywatne
Była kibicem koszykówki i baseballa, posiadała całoroczną wejściówkę na mecze drużyn NBA: Los Angeles Lakers i Los Angeles Clippers. Kibicowała także drużynie New York Yankees.
W latach, gdy uczęszczała na University of New Mexico w Albuquerque, spotkała się z piłkarzem Michaelem Henry. Opuściła szkołę, wychodząc za niego za mąż w roku 1961. Małżeństwo trwało trzy lata (do 1963). Mieli córkę Tracy (ur. 1 stycznia 1964). Marshall pracowała jako sekretarka, a później jako nauczycielka tańca i stepowania. 10 kwietnia 1971 poślubiła Roba Reinera, który zaadoptował jej córkę i dał jej swoje nazwisko. Jej drugie małżeństwo z Reinerem trwało do roku 1979.
W 2010 roku zdiagnozowano u Marshall raka płuc z przerzutami do mózgu, ale w roku 2012 ujawniono, że choroba znajduje się w stanie remisji.

## Filmografia
- Jumpin’ Jack Flash (1986)
- Duży (Big 1988)
- Przebudzenia (Awakenings 1990)
- Ich własna liga (A League of Their Own 1992)
- Inteligent w armii (Renaissance Man 1994)
- Żona pastora (The Preacher's Wife 1996)
- Chłopaki mojego życia (Riding in Cars with Boys 2001)